# Bienvenue en Tchétchénie
Pour plus de détails, voir Fiche technique et Distribution.
Bienvenue en Tchétchénie (Welcome to Chechnya) est un film documentaire américain coécrit, coproduit et réalisé par David France, sorti en 2020. Il s'agit de l'ensemble documentaire sur la persécution des homosexuels en Tchétchénie en fin des années 2010, témoignage des réfugiés tchétchènes LGBT grâce aux caméras cachées durant la fuite de la Russie vers un réseau de refuges, aidés par des militants.

## Fiche technique
Sauf indication contraire, les informations mentionnées dans cette section peuvent être confirmées par la base de données cinématographiques IMDb,  présente dans la section « Liens externes ».
- Titre : Bienvenue en Tchétchénie
- Titre original : Welcome to Chechnya
- Réalisation : David France
- Scénario : David France et Tyler H. Walk
- Musique : Evgueni et Sacha Galperine
- Photographie : Askold Kurov et Derek Wiesehahn
- Montage : Tyler H. Walk
- Production : David France, Alice Henty, Askold Kurov et Joy A. Tomchin

Production déléguée : Nancy Abraham, Neal Baer, Lisa Heller, Jess Search, Justin Mikita, Masha Gessen, Lekha Singh, Kevin Jennings, Alan Getz, Stan Tomchin et Jonathan Logan
- Sociétés de production : Public Square Films, HBO Documentary Films, Ninety Thousand Words, Maylo Films et BBC Storyville
- Société de distribution : HBO Films
- Pays d'origine :  États-Unis
- Langue originale : anglais, français, russe, tchétchène
- Format : couleur
- Genre : documentaire
- Durée : 107 minutes
- Dates de sortie :
  - États-Unis : 26 janvier 2020 (festival du film de Sundance) ; 30 juin 2020 (HBO)

## Distribution
- Olga Baranova
- David Isteev
- Ramzan Kadyrov
- Maxim Lapounov
- Vladimir Poutine

## Production
Le film suit le parcours des activistes, venant au secours des survivants à Tchétchénie. Pour éviter d'exposer leur métier, ils tournent en secret, utilisant des caméras cachés, des téléphones mobiles, des GoPros et des handycams
En avril 2017, le journal d’opposition russe Novaïa Gazeta révèle que les autorités tchétchènes ont mené un projet de répression des homosexuels, les arrêtant et les torturant pour leur soutirer le nom d'autres homosexuels,.
En août 2017, le chanteur Zelim Bakaev disparaît. De Moscou, il arrivait à Grozny pour le mariage de sa sœur et, trois heures après son arrivée, est arrêté par des hommes en habits militaires du groupe armé d'intervention rapide « Terek », selon le témoignage de deux de ses amis recueilli par la chaîne de télévision Dozhd TV : il aurait été arrêté sur des soupçons d'homosexualité. La Tchéchénie était depuis plusieurs mois le lieu d'une intense persécution des personnes LGBT. Les amis du chanteur ont aussi déclaré qu'il lui était devenu interdit de chanter à Tchéchénie.

## Festivals
Le film est sélectionné en avant-première, le 26 janvier 2020, au festival du film de Sundance, et projeté, le 26 février 2020 à la Berlinale. Il sort le 30 juin 2020 par HBO Films,.